# 赫卡托姆努斯
赫卡托姆努斯（希臘文：Ἑκατόμνος）是前四世紀初的卡里亞總督，由波斯阿契美尼德王朝的阿爾塔薛西斯二世任命。根據西西里的狄奧多羅斯記載，赫卡托姆努斯亦參與波斯對埃瓦戈拉斯叛軍的鎮壓。他的孩子們摩索拉斯、阿爾特米西亞二世、阿妲、披克索達洛司在他死後接續成為卡里亞總督。